# Cappelletti (makaron)

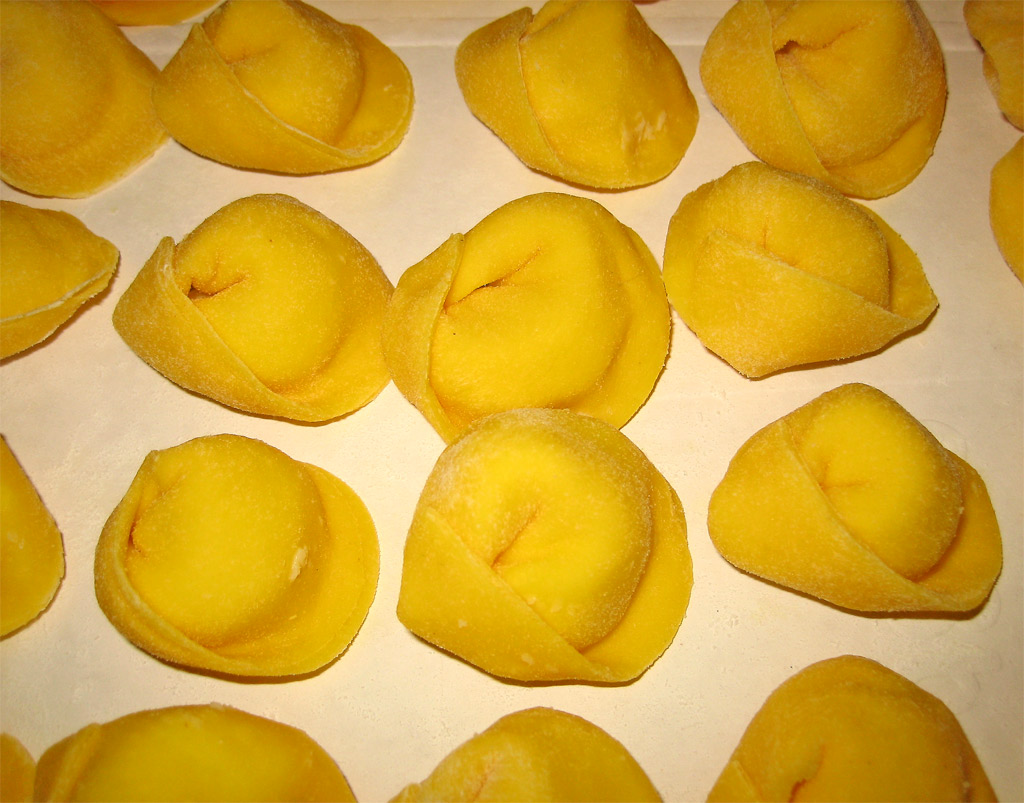
Cappelletti

Cappelletti – rodzaj włoskiego nadziewanego makaronu (pasta), który jak się uważa wywodzi się z regionu Emilia-Romania i podawanego jako dodatek do bulionów i rosołów. 
Makaron ten ma formę pierożków z ciasta makaronowego, o kształcie kapelusików z nadzieniem warzywnym, serowym lub mięsnym.
Od tortellini różnią się wywinięciem końcówek ciasta - na kształt ronda kapelusza.